# Syväjärvi (Gällivare socken, Lappland, 744787-173841)
Syväjärvi är en sjö i Gällivare kommun i Lappland och ingår i Kalixälvens huvudavrinningsområde.